# NGC 6935
NGC 6935 est une vaste galaxie spirale intermédiaire (barrée ?) située dans la constellation de l'Indien. Sa vitesse par rapport au fond diffus cosmologique est de 4 401 ± 21 km/s, ce qui correspond à une distance de Hubble de 64,9 ± 4,6 Mpc (∼212 millions d'al). NGC 6935 a été découverte par l'astronome britannique John Herschel en 1834.
NGC 6935 a été utilisé par Gérard de Vaucouleurs comme une galaxie de type morphologique SA(rs)a dans son atlas des galaxies,.
La classe de luminosité de NGC 6935 est I.
À ce jour, quatre mesures non basées sur le décalage vers le rouge (redshift) donnent une distance de 52,200 ± 18,379 Mpc (∼170 millions d'al), ce qui est à l'intérieur des valeurs de la distance de Hubble. Notons cependant que c'est avec la valeur moyenne des mesures indépendantes, lorsqu'elles existent, que la base de données NASA/IPAC calcule le diamètre d'une galaxie et qu'en conséquence le diamètre de NGC 6935 pourrait être d'environ 68,9 kpc (∼225 000 al) si on utilisait la distance de Hubble pour le calculer.
NGC 6935 et NGC 6937 forment une paire de galaxies,.

## Supernova
La supernova SN 2006ms a été découverte dans NGC 6935 le 6 novembre 2006 par l'astronome amateur sud africain Berto Monard. Cette supernova était de type II.